# نشریه قاراداغ
نشریهٔ قاراداغ (قراداغ) نشریه‌ای است به زبان ارمنی که از سال ۱۹۱۳ و در تبریز منتشر می‌شد.

## مشخصات
- محل چاپ: تبریز، ۱۹۱۳–۱۹۱۴م.
- ناشر: انجمن روستای آقاقان قرهداغ.
- سردبیر: واغیناک سارکیسیان.
- چاپخانه: پاروس.
- تعداد صفحات: ۳۲–۴۰ صفحه.
- قطع: ۵/۱۷×۲۶ سانتی‌متر.
- تعداد شماره‌های چاپ شده: ۲۱ شماره.